# Leptostylis producta
Leptostylis producta är en kräftdjursart som beskrevs av Norman 1879. Leptostylis producta ingår i släktet Leptostylis och familjen Diastylidae. Inga underarter finns listade i Catalogue of Life.